# Franc Ferdinand Kuenburg
grof Franc Ferdinand Kuenburg,  * 5. februar 1651, Moš pri Gorici, † 7. avgust 1731, Praga, je bil rimskokatoliški duhovnik, diplomat,  štirinajsti ljubljanski škof in nato nadškof v Pragi.

## Izvor in kariera
Njegova starša sta bila grof Johann Friedrich von Kuenburg in Joannina von Cusman(n). Franc Ferdinand je študiral teologijo in kanonično pravo v Salzburgu. Po letu 1670 je bil imenovan za kanonika v Passau in kasneje v Salzburgu, kjer je bil kasneje tudi predavatelj in svetovalec nadškofa. Dne 9. aprila 1689 je bil posvečen v duhovnika in leta 1698 je prejel proštijo Sv. Morica v Brežah na Koroškem. 

### Ljubljanski škof
Po odstopu ljubljanskega škofa Žiga Krištof pl. Herberstein je cesar Leopold I. Habsburški za novega škofa nominiral Franca Ferdinanda Kuenburga. Papež je imenovanje potrdil 18. julija 1701.  Kot ljubljanski škof je intenzivno izvajal vizitacije po župnijah in svoja opažanja izpostavljal na konferencah z duhovniki. Na škofijski sinodi leta 1706 se je opredelil za izgradnjo duhovniških seminarjev, saj so se dotlej duhovniki izobraževali le na ljubljanskem jezuitskem kolegiju. Za standardizacijo bogoslužja je za tisk priredil »Rituale Labacense ad usum Romanum accomodatum«. Na podlagi denarne daritve Johanna Jakoba Schell-a von Schellengberg, je zgradil Uršulinski samostan, ki naj bi služil izobraževanju deklet. 
Njegova glavna skrb je bila izgradnji ljubljanske stolnice sv. Nikolaja, ki jo je začel njegov predhodnik Žiga Krištof pl. Herberstein. Novogradnja stolnice, ki je bila zgrajena po načrtih arhitekta Andrea Pozzo, je bila končana leta 1707.

### Praški nadškof
Po smrti praškega nadškofa Johanna Jožefa pl. Breuner-ja je cesar 10. aprila 1710 za naslednika nominiral Franca Ferdinanda grofa Kuenburga. Nominacija ga je dosegla na Portugalskem, kamor je moral spremljati nadvojvodinjo Marijo Ano na poročno pot, in ker je tam ostal skoraj leto dni, je papeška potrditev prišla šele 11. maja 1711. Ustoličenje pa je bilo zaradi razsajanja epidemije kuge izvedeno šele 14. aprila 1714.  V času svojega mandata v Pragi se je soočil z razširjenostjo protestantizma na Vzhodu Češke in sicer s prisilnimi ukrepi za želeno rekatolizacijo. Kuenburg je dajal poseben poudarek verski vzgoji in leta 1722 spodbudil objavo »Praškega katekizma«. V parlamentu je zahteval povečanje števila župnij. Spodbujal je ustanavljanje verskih redov npr. leta 1719 Elizabetink. Leta 1721 je začel postopek za beatifikacijo Janeza Nepomuka in leta 1729 je bila dosežena njegova kanonizacija. 
Zamenjal je tudi na Južnem Moravskem ležeče nadškofijsko gospostvo Kojetín za posestvo »Pod Březan pri Pragi«, ki ga je spremenil v poletno rezidenco praških nadškofov.